# دل روي
دل روي (بالإنجليزية: Del Roy)‏ هو سائق سيارة سباق أمريكي، ولد في 7 نوفمبر 1911 في فيلادلفيا في الولايات المتحدة، وتوفي في 23 أبريل 1978.